# لغة عالمية

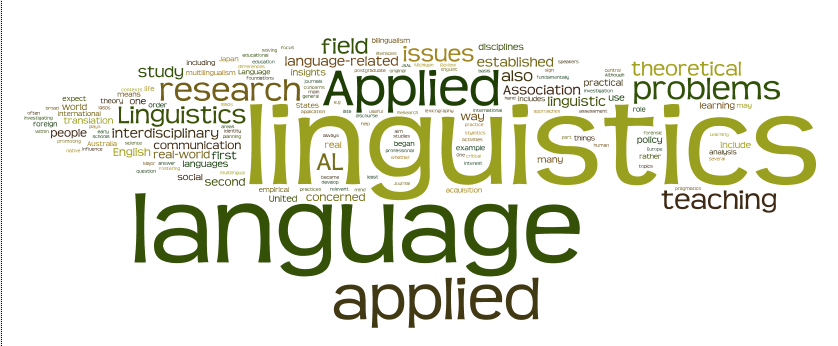

اللغة العالمية هي اللغة المنتشرة من حيث موقعها الجيوغرافي (مثل عدد البلدان والمنظمات الدولية التي تعترف بها كلغة رسمية) والتي يمكن أن يتكلم ويتفاهم بها عدد كبير من الناس من مناطق مختلفة في العالم وتستخدم على نطاق واسع. إن عدد الأشخاص الذين يتكلمون اللغة لا يحدد لوحده إذا كانت اللغة العالمية. فمثلاً اللغة الهندية يتكلمها أكثر من 300 مليون شخص، ولكنها لا تعتبر لغة عالمية.
اللغات العالمية هي اللغات المعتمدة بالامم المتحدة و هي العربية والانجليزية الإسبانية والفرنسية.
أما من حيث اللغات الأكثر تحدثاً في العالم: فاللغة الأولى بعد الإنجليزية هي لغة الماندرين وتسمى في الغالب باللغة الصينية وهي الأكثر استعمالاً في الصين، واللغة الإسبانية هي اللغة الثالثة عالمياً، حالياً 20 دولة تعتبر لديها اللغة الإسبانية كلغة رسمية بما في ذلك كل بلاد أمريكا اللاتينية باستثناء البرازيل حيث اللغة الرسمية فيها هي بليز “Belize”، واللغة الأردية والهندية هي الرابعة عالمياً فهي اللغة الرسمية في الباكستان، بينما الهند لديها اللغة الهندية كلغة رسمية، المتحدثين بهذه اللغات الآسيوية متواجدون في المجتمعات الكبيرة كأستراليا ونيوزيلندا وكندا وانكلترا وحتى في الولايات المتحدة الأمريكية، وهناك الآلاف من الذين يتحدثون اللغة الهندية أو الأردية في بريطانيا والولايات المتحدة وأستراليا وجنوب أفريقيا وغيرها، واللغة العربية هي الخامسة عالمياً من بين العشر لغات الأكثر استعمالاً في العالم، ويتم تصنيفها عموماً تحت مسمى عائلة اللغات السامية، واللغات الأخرى المدرجة ضمن العائلة هي اللغات الآرامية الجديدة (الكلدانية الجديدة أو السريانية)، وتستخدم اللغة العربية بشكلٍ أساسي في دول الشرق الأوسط ودول شمال القارة الأفريقية، واللغة الروسية هي السادسة في ترتيب اللغات وتضم اللغة الروسية أكثر من 200 مليون ناطق في العالم، التحدث باللغة الروسية ليس فقط في روسيا ولكن أيضا على نطاق واسع في الجزء الآخر من منطقة الاتحاد السوفيتي السابق، بما في ذلك كازاخستان وروسيا البيضاء وأوكرانيا وبعض أجزاء من الولايات المتحدة، حيث تستخدم الحروف الهجائية السيريالية للكتابة، وفي المرتبة السابعة اللغة البنغالية غالبية المتحدثين بالبنغالية يعيشون على الأرض الأم، والبعض منهم يعيش في الباكستان وفي بعض الولايات الهندية، كولاية أسام الهندية وتريبورا والبنغال الغربية، واللغة البرتغالية تحتل المرتبة الثامنة وتعتبر اللغة البرتغالية كعضو متفرع من اللغة الإيطالية الغربية ضمن عائلة اللغات الرومانسية الشهيرة تاريخياً، ومن المسلم به على نطاق واسع أن اللغة البرتغالية تعتبر سليلة اللغة اللاتينية كغيرها من أعضاء اللغات الرومانسية، دولتا البرازيل والبرتغال الوحيدتان على خارطة العالم اللواتي لديهما اللغة البرتغالية كلغة رسمية، بالإضافة إلى ذلك تعتبر كلغة رسمية في الرأس الأخضر وأنغولا و”غينيا بيساو” وتيمور الشرقية.
واللغة التاسعة عالمياً هي لغة الملايو الإندنوسية ويعتقد معظم الناس بأن لغة الملايو تستخدم فقط في أندونيسيا كلغة رسمية، ولكن الحقيقة أن اللغة منتشرة على نطاق واسع وتستخدم حتى في ماليزيا، ويُقال بأن لغة الملايو لديها العديد من اللهجات وأحدها اللغة الإندونيسية الأكثر شعبية من بينها، والملايو البدائية تكون في جزيرة فطاني في تايلند وجميع هذه اللهجات تتبع جذر أساسي للغة واحدة، واللغتان الفرنسية واليابانية تحتل كل منهما الدرجة العاشرة لأن لديهما تقريباً نفس العدد من المتحدثين، إذ يتحدث الفرنسية نحو 130 مليون نسمة بينما اليابانية نحو 131 مليون، ولا تستخدم اللغة الفرنسية فقط في فرنسا ولكن أيضا في رواندا وكندا وبلجيكا وهاييتي والكاميرون، بينما تستخدم اللغة اليابانية فقط في اليابان.